# Quận Cook, Georgia
Quận Cook là một quận trong tiểu bang Georgia, Hoa Kỳ. Quận lỵ đóng ở thành phố Adel 6. Theo điều tra dân số năm 2000 của Cục điều tra dân số Hoa Kỳ, quận có dân số 15.771 người 2. Năm 2007, ước tính dân số quận là 16.432 người.
Quận Cook được đặt tên theo tướng thời nội chiến Philip Cook của Confederate States Army.